# Shaul Gordon
Shaul Gordon (11 luglio 1994) è uno schermidore canadese, specializzato nella sciabola.

## Palmarès
- Campionati panamericani

L'Havana 2018: argento nella sciabola individuale.